# Dydak Ventaja Milan
Dydak Ventaja Milan, Diego Ventaja Milan (ur. 22 lipca 1880 albo 22 czerwca 1880 w Ohanes, zm. 30 sierpnia 1936 w Vícar) – hiszpański błogosławiony Kościoła katolickiego, jeden z męczenników z Almerii.
Jego rodzicami byli Jan i Palmira. Został ochrzczony w parafii Niepokalanego Poczęcia. Studiował na Uniwersytecie Gregoriańskim w Rzymie, gdzie uzyskał doktorat z filozofii i teologii. W dniu 21 grudnia 1902 roku otrzymał święcenia kapłańskie. Był prezesem Kapituły opactwa Sacromonte, a także spowiednikiem wielu wspólnot religijnych.
4 maja 1935 roku papież Pius XI mianował go biskupem Almerii. W dniu 24 lipca 1936 roku został zmuszony do opuszczenia Pałacu Biskupów i 12 sierpnia 1936 został zamknięty w więzieniu wraz z Emanuelem Medina Olmos. W nocy z 29 na 30 sierpnia zostali razem rozstrzelani pod Almerią. Zostali razem beatyfikowani przez papieża Jana Pawła II 10 października 1993 roku.